# Less du Neuf
Less du Neuf est un groupe de hip-hop français, originaire de Meudon, dans les Hauts-de-Seine. Il se compose de DJ Ol'Tenzano et des rappeurs Kimto Vasquez et Jeap12. Le groupe se sépare en 2008.

## Biographie
Less du Neuf se forme en 1994 dans le quartier de Val Fleury à Meudon, dans les Hauts-de-Seine, par DJ Ol' Tenzano et les rappeurs Vasquez et Jeap12,. Vasquez et Jeap12, amis d'enfance, découvrent ensemble la culture hip-hop au début des années 1990.
Ils font leur première apparition discographique en 1995, avec le titre J'me sens bandit extrait du maxi Prolifik/Chronowax, et enchaînent ensuite avec Nique le monopole des grands aux côtés de la Fonky Family. En 1997, le groupe rencontre le label indépendant Dooeen Damage, et s'y investit pour une période de sept ans. La liste de leurs apparitions est longue, elle ira du volume 2 d'Hostile hip-hop, Première classe vol. 1, la bande originale du film de Taxi 2, avec la présence de Vasquez au sein du collectif One Shot ainsi que sur de nombreuses mixtapes, pour s'arrêter sur Extra large d'Ol Tenzano, avant leur désormais premier album, Le temps d'une vie. Entièrement produit par Ol Tenzano, qui a confectionné le son des 18 titres de l'album Le temps d'une vie, influencé soul, funk, salsa, et rock, auquel participent notamment IAM et Taïro. En 2002, ils organisent la tournée Le temps d'un tour, sur toute la France, et réalisent et enregistrent l'album  Ma vie de MC Jean Gab'1.
En 2005, Less du Neuf est de retour aux commandes de son label LeVal Music. Le groupe délivre la mixtape 1995-2005 sur le terrain, rétrospective de cette décennie qui retrace le parcours du groupe. En 2006, Less du Neuf publie son deuxième album, intitulé Tant qu'il en est temps, dont la sortie était prévue le 20 septembre 2005, au label 2Good Distribution. L'album est produit avec l’argent gagné par Vasquez sur le projet Taxi 2. « Après le bonheur de la réal, pendant toute l’exploitation et la promo, je me suis mis à vivre seul, à subir toute la désorganisation d’un groupe. Il n’y avait pas vraiment de cohésion dans la direction artistique, dans la communication entre nous ainsi qu’avec les autres partenaires », déclare Vasquez.
Un autre projet de mixtape voit également le jour vers la fin de l'année 2006 : Tant qu'il en est encore temps. Alors que les deux rappeurs envisagent une carrière solo, ils bouclent la boucle avec leur dernier album Les deux chemins en juin 2008. 

## Albums solos
Le 29 octobre 2012, Kimto Vasquez publie un album solo, intitulé L'océan. En mars 2022, il sort le single Kovidizm 2022 avec Le Sabre & Slo, se profilant dans l'opposition à la politique anti-Covid-19.

## Discographie
- 2001 : Le temps d'une vie

1. Laisse du neuf
2. P'tite esquive dans la cave
3. Bouffés par le système Feat Mc Jean Gab'1
4. C'est ça ou rien
5. Le temps d'une vie entière
6. La valse des enragés Feat Casey & Ekoué
7. Air du sud Feat Trade Union
8. L'étranger
9. Clando mais classe
10. Zanomix
11. Comment ça
12. Je retourne ma veste Feat Taïro
13. Sacrifice
14. Technik et intellect
15. Cette douce France Feat Akhenaton
16. Dernière fleur
17. Vaporise
18. C'est du sport Feat La Garde

- 2005 : Sur le terrain

1. De près si on...
2. Famille et Cash
3. Les charognards
4. Pas assez pour le futur Feat Zoxea
5. Freestyle Generations Feat Prodigy & Big Noyd
6. Dis-lui quand tu l’verras
7. Opus Incertum
8. La loi du tunnel
9. Jamais leur faute
10. 105.5 Contre-info Feat Ekoué & Casey
11. Bienvenue à vous tous
12. Nik le monopole des grands Feat Fonky Family
13. A fe nao tem fim
14. La merde du neg
15. Un peu moins de mystère
16. L’maintien
17. D’est en ouest
18. Freestyle
19. Teknik & Intellect
20. Freestyle radio SkyBoss
21. Retour de baton
22. L’metier rentre Feat Calbo, Ekoué & K'Reen
23. Longue vie à Less Du Neuf

- 2005 : Tant qu'il en est temps

1. Sortir du silence
2. La sueur a coulé
3. On n'vit qu'une fois
4. Le chant du coq
5. Fils d'immigré
6. A nos excès
7. Habitués Feat Tibizla
8. Toi & moi
9. Pas l'printemps
10. La latte du sheriff
11. Autant en apporte le temps
12. Deserteur ce combat
13. Rendez-vous nulle part
14. La sueur a coulé Remix Feat Tibizla

- 2006 : Tant qu'il est encore temps

1. Intro
2. La sueur a coulé
3. La latte du sherif
4. Sortir du silence
5. Autant en apporte le temps
6. Pas l'printemps
7. Nike le monopole des grands
8. Rendez-vous nulle part
9. A fe nao tem fim
10. Skyboss freestyle
11. La sueur a coule remix
12. Fils d'immigre
13. Habitues
14. Freestyle Generations 88.2
15. Unidad
16. Interlude Onde estou
17. Onde estou
18. On n'vit qu'une fois
19. L'étranger

- 2008 : Les deux chemins

1. Inconscient
2. Oxygène
3. A l'usure
4. Cracher dans la soupe
5. Les deux chemins
6. Quoi d'Jdide
7. Vous
8. Le brave
9. Ma gova
10. La maternelle
11. Mon parcours
12. Onde estou
13. On meurt...
14. Si si
15. A force